# Pineto (zona di Roma)
Pineto è la zona urbanistica 19F del Municipio Roma XIV di Roma Capitale. Si estende territorio del quartiere Trionfale.
Prende il nome dal parco regionale urbano del Pineto.

## Geografia fisica

### Territorio
La zona urbanistica confina:
- a nord-est e sud-est con la zona urbanistica 19A Medaglie d'Oro
- a ovest con le zone urbanistiche 18B Val Cannuta e 19B Primavalle